# Protodiasia
Protodiasia is een geslacht van hooiwagens uit de familie Zalmoxioidae.
De wetenschappelijke naam Protodiasia is voor het eerst geldig gepubliceerd door Ringuelet in 1955. 

## Soorten
Protodiasia is monotypisch en omvat slechts de volgende soort:
- Protodiasia saltensis